# Kalvárie (Moravská Třebová)
Kalvárie na Křížovém vrchu je významnou dominantou Moravské Třebové. Vede k ní křížová cesta lemovaná čtyřmi kaplemi polygonálního půdorysu s mansardovými střechami. Stěna se sochařskou výzdobou byla v roce 1964 zapsána do státního seznamu kulturních památek.

## Historie
V historii stávaly na vrcholu Křížového vrchu tři dřevěné kříže. Ty nechal sejmout okolo roku 1510 Ladislav z Boskovic a byly umístěny do hřbitovního kostela Nalezení svatého Kříže. Nahradilo je kamenné sousoší, jehož autory měli být Hans Gatschka a Georg Fauler. Toto dílo bylo však zničeno roku 1679 po zásahu bleskem.
Kalvárie na Křížovém vrchu byla vystavěna v letech 1730–1731 na zadání knížete Josefa Jana Adama z Lichtenštejna, který tak chtěl vyhovět žádosti děkana Antonína Stöhra. Kníže položil ke stavbě základní kámen. 

## Architektura stavby
Kalvárii tvoří tři kříže, postavy Panny Marie a sv. Jana Evangelisty, dva andělé po stranách a na římse je sochařské zpodobení Boha Otce s hlavami  andílků v oblacích. Jejich autorem je sochař Severin Tischler. Je to významná památka pozdně barokního sochařství. 

## Expozice
Je zde umístěna stálá výstava Holzmaisterovy mimoevropské sbírky.

## Okolí
V muzejním parku se nachází pomník Bedřicha Smetany od Karla Otáhala z roku 1959 a památník Osvobození od Vendelína Zdrůbeckého.